# 莉兹·威克斯
莉兹·威克斯（英語：Liz Weekes，1971年9月22日—），澳大利亚前女子水球运动员。她曾代表澳大利亚国家队参加2000年夏季奥林匹克运动会水球比赛，获得一枚金牌。